# 亞瓜拉
亞瓜拉（西班牙語：Yaguará）是哥倫比亞的城鎮，位於該國西南部，由乌伊拉省負責管轄，距離首府內瓦49公里，始建於1623年3月13日，面積389平方公里，海拔高度531米，2005年人口7,855。
2°39′58″N 75°31′07″W / 2.66611°N 75.5186°W